# Понти-да-Барка

По́нти-да-Ба́рка (порт. Ponte da Barca; ['põt(ɨ) dɐ 'baɾkɐ]) — посёлок городского типа в Португалии, центр одноимённого муниципалитета в составе округа Виана-ду-Каштелу. По старому административному делению входил в провинцию Минью. Входит в экономико-статистический субрегион Минью-Лима, который входит в Северный регион. Численность населения — 2,3 тыс. жителей (посёлок), 12,9 тыс. жителей (муниципалитет). Занимает площадь 184,76 км².

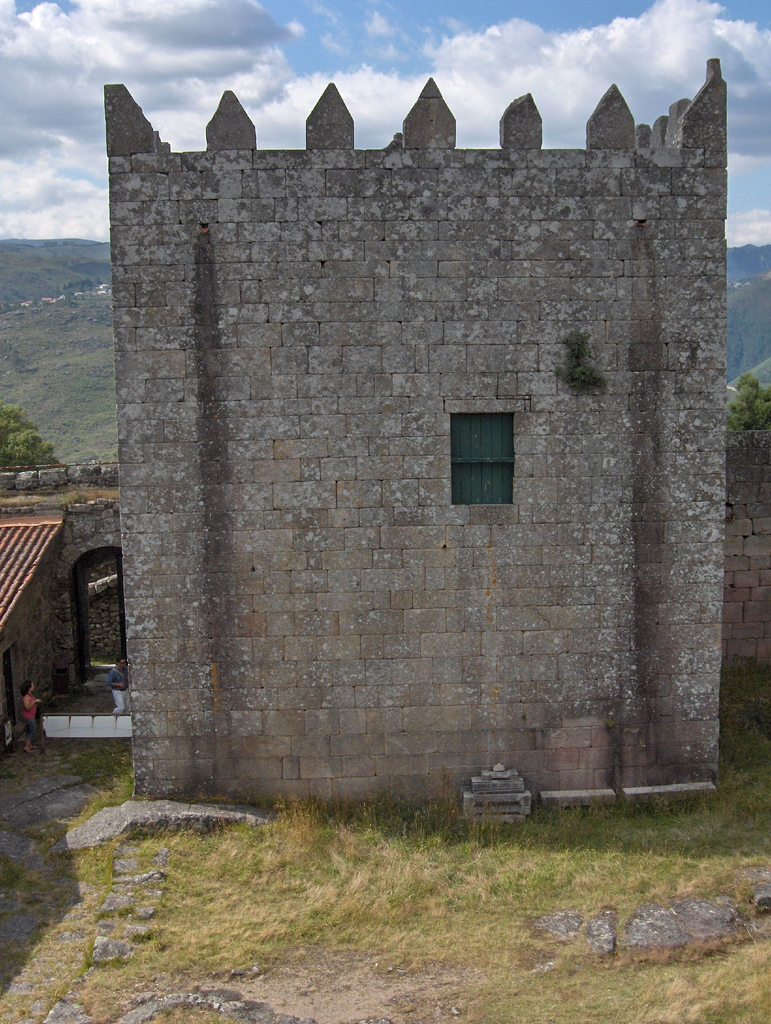
Замок в Понти-да-Барка

Покровителем посёлка считается Иоанн-Креститель.
Праздник посёлка — 24 августа.

## Расположение
Посёлок расположен в 36 км на северо-восток от адм. центра округа города Виана-ду-Каштелу на берегах реки Лима, в месте впадения в неё реки Веш.
Муниципалитет граничит:
- на севере — муниципалитет Аркуш-ди-Валдевеш
- на востоке — муниципалитет Испания
- на юге — муниципалитет Терраш-ди-Бору, Вила-Верди
- на западе — муниципалитет Понти-ди-Лима

## История
Посёлок основан в 1125 году.

## Население
| Численность населения муниципалитета по годам | Численность населения муниципалитета по годам | Численность населения муниципалитета по годам | Численность населения муниципалитета по годам | Численность населения муниципалитета по годам | Численность населения муниципалитета по годам | Численность населения муниципалитета по годам | Численность населения муниципалитета по годам | Численность населения муниципалитета по годам |
| --------------------------------------------- | --------------------------------------------- | --------------------------------------------- | --------------------------------------------- | --------------------------------------------- | --------------------------------------------- | --------------------------------------------- | --------------------------------------------- | --------------------------------------------- |
| 1801                                          | 1849                                          | 1900                                          | 1930                                          | 1960                                          | 1981                                          | 1991                                          | 2001                                          | 2004                                          |
| 10 543                                        | 9488                                          | 12 962                                        | 13 634                                        | 16 265                                        | 13 999                                        | 13 142                                        | 12 909                                        | 13 026                                        |

## Транспорт
Автострады N101,N203.

## Состав муниципалитета
В муниципалитет входят следующие районы:
| - Азиаш - Бойвайнш - Бравайнш - Брителу - Крашту - Куйде-де-Вила-Верде - Энтре-Амбуш-уш-Риуш - Эрмида - Жермил | - Гровелаш - Лаврадаш - Линдозу - Ногейра - Олейруш - Пасу-Ведру-де-Магальяйнш - Понте-да-Барка - Руйвуш | - Салвадор-де-Товеду - Самприш - Сантьягу-де-Вила-Шан - Сан-Жуан-Батишта-де-Вила-Шан - Сан-Лоренсу-де-Товеду - Сан-Педру-де-Ваде - Сан-Томе-де-Ваде - Вила-Нова-да-Муиа |

## Фотогалерея

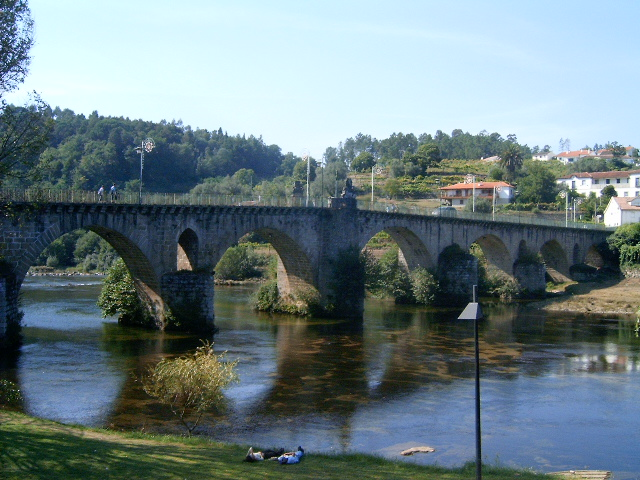
Мост через реку Лима